# Hartlepool
Hartlepool (IPA: /'hɑːtlɪpuːl/) é uma cidade portuária e distrito do Condado de Durham, na Inglaterra. Foi fundada no século VII